# Katarina Medičejska
Katarina Medičejska, urbinska princesa in kasneje francoska kraljica, * 13. april 1519, Firence, † 5. januar 1589, Blois ob Loiri .
Bila je žena francoskega kralja Henrika II., kronana za francosko kraljico 1549, regentka mladoletnemu sinu Karlu IX. v letih 1560-1564.

## Medičejka
Katarina izvira iz rodbine Medičejcev, patricijske družine v Firencah. Družina si je v 14. stoletju z bančnimi posli pridobila veliko bogastvo, se kasneje povzpela na oblast in pridobila vojvodski naslov. Katarina je hči  Lorenza II. Medičejskega, vojvode Urbinskega, in bolonjske grofice Madeleine de La Tour d'Auvergne. Oba starša sta umrla v prvih tednih njenega življenja, mati za posledicami poroda, oče pa nekaj tednov kasneje za jetiko.
Mladost je preživljala pri sorodnikih in v samostanih, kjer je prejela tudi izobrazbo in vzgojo.
Devetletna se je, ko je živela v samostanu, znašla v smrtni nevarnosti v obleganih Firencah, ko so jo sovražni  republikanci hoteli uporabiti za pritisk na njenega strica papeža Klemena VII.  (Firence je po dogovoru s papežem oblegala vojska Karla V. z namenom, da Medičejcem povrne oblast v mestu, kar se je potem tudi zgodilo.)

## Na francoskem dvoru
Štirinajstletno je 1533 stric papež Klemen VII.  poročil v Marseillu, ob velikih ceremonijah, s šestnajstletnim Henrikom, drugim sinom francoskega kralja Franca I. Kralj je bil navdušen nad bistro, živahno in kulturno snaho, ki ga je v ženskem sedlu (tedaj novost) spremljala na lov. Nasprotno je plemiški dvor izobraženo Italijanko, predstavnico meščanstva, sprejel z nezaupanjem. Najbolj odklonilen je bil do nje soprog Henrik, saj ga je v marsičem prekašala. Raje je ostal ob ljubici, s katero je imel otroka.
1536 je umrl kraljev prvorojenec Franc in Henrik je postal prestolonaslednik. Devetnajstleten si je izbral novo metreso, devetintridesetletno Diano de Poitiers. Ker Katarina še vedno ni zanosila, so se začele širiti govorice, da je neplodna in da je nasledstvo rodbine ogroženo. Le kraljevo zaupanje jo je obdržalo v vlogi soproge prestolonaslednika. Ko je 1544 rodila prvega sina, se je njen položaj na dvoru nekoliko popravil. 

## Čas vladanja Henrika II
1547 je kralj Franc I. umrl in nasledil ga je sin kot kralj Henrik II. Katarino so 1549 v baziliki Saint-Denis sicer kronali za kraljico Francije, a v centru dogajanja na gradu Chenonceau je vlogo kraljice igrala Diana de Poitiers. Ta se v razmerju do kralja ni čutila ogrožena od Katarine in je kralja celo vzpodbujala k vse več otrokom, ki jih je bilo na koncu 10 (trije so umrli v prvem letu starosti). Katarina je sprejela v vzgojo tudi petletno Marijo Stewart, naslednico škotskega in tudi angleškega prestola. Marijo so 1558 poročili s Katarininim prvim sinom Francem.
Katarina je živela odmaknjena od dogajanj ob vzgoji otrok. Javnost jo je lahko prvič videla v pravi luči 1557, ko je ob paniki v Parizu in odsotnosti kralja (francoska vojska je bila tedaj poražena pri Saint-Quentienu) na lastno pobudo nastopila v parlamentu in z odločnim nastopom dosegla odobritev ogromnih sredstev za obrambo ogroženega Pariza.
1559 je Henrik končal dolgotrajne vojne za prevlado v Italiji. Sklenitev miru s Svetim rimskim cesarstvom in Anglijo so pospremili še s poroko med Katarinino trinajstletno hčerko Elizabeto in španskim kraljem Filipom II. Na viteških igrah, ki so bile del proslavljanja, je sodeloval tudi Henrik II. V enem od dvobojev se mu je drobec zlomljenega kopja nesrečno zaril v oko in po 10 dneh trpljenja je umrl.

## Čas vladanja Franca II.
Krono je nasledil Katarinin prvi sin kot kralj Franc II. Petnajstletnik je bil formalno že polnoleten in ni potreboval Katarininega regentstva. Prepustil se je vodstvu stricev svoje soproge, vplivnih plemičev iz lotarinške družine Guise:  kardinala Karla in vojvode Franca Guiškega, najslavnejšega francoskega vojskovodje tistega časa. Njuna sestra je bila soproga škotskega kralja Jakoba V. in mati Marije Stewart. Tako vplivna družina se je imela za upravičeno na francoski prestol. Bila je katoliško usmerjena in huda nasprotnica hugenotskemu gibanju, ki se je širilo po deželi.
Na čelu hugenotskega gibanja sta bila kralj Navarre Antoine de Bourbon in njegov brat Louis de Bourbon, princ Conde-ški. 1560 so hugenoti nameravali odvzeti Guise-om vpliv na kralja tako, da bi ga ugrabili, ko se je nahajal na gradu Amboise v dolini Loire. A je bila akcija pravočasno zaustavljena. Za kazen in zgled so tedaj pobili in pobesili po mestu 1200 do 1500 hugenotov.
Katarina je sodelovala s parlamentom v poskusih umirjanja strasti. Kljub temu je v jeseni 1560  Conde začel z vojsko napadati mesta na jugu Francije. Katarina ga je poklicala na dvor in ga dala zapreti. Obsodili so ga na smrt zaradi upiranja kroni. Smrti ga je rešila bolezen kralja Franca. Katarina je v zameno za Conde-jevo izpustitev od kralja Navarre dosegla zagotovilo, da ne bo nasprotoval njenemu regentstvu v primeru Francove smrti.

## Regentka Karlu IX.
Franc II. je 1560 umrl in nasledstvo je prevzel Katarinin drugi sin kot  Karel IX. Devetletnemu so imenovali Katarino za regentko. Sestala se je z verskimi voditelji z obeh strani, a so se razšli, ne da bi izravnali nasprotja. (Katarina po mnenju nekaterih zgodovinarjev ni uspela zato, ker je podcenjevala moč verskega prepričanja in je videla rešitev predvsem v dogovoru o političnih vprašanjih.) Kljub temu je izdala saint-germain-ski tolerančni edikt, s katerim je hugenotom dovolila bogoslužje zunaj mest. V odgovor je marca 1562 vojvoda Guise-ški napadel hugenote, ki so molili v nekem skednju pri Wassy-ju, ubil 74 in ranil 104 ljudi. Pariške množice so ga slavile kot junaka, hugenoti pa so napovedali maščevanje. Masaker pri Wassy-ju je sprožil državljansko vojno, ki je s presledki trajala naslednjih 36 let. 
V mesecu dni sta Luis de Bourbon, princ Conde-ški in admiral Gaspard de Coligny zbrala vojsko 1.800 mož. Povezala sta se z Anglijo in zavzemala mesto za mestom. Anglija je zavzela Le Havre. Katarina se je sestala s Coligny-jem, a ta ni pristal na umik. Zato je napadla s kraljevo vojsko in hitro zavzela postojanko hugenotov Rouen. V bojih je padel kralj Navarre Antonie de Bourbon. A kmalu nato je ob zmagi v Orleansu hugenotski vohun ustrelil vojvodo Guise-škega v hrbet. Katarina je bila vesela smrti glavnega akterja sovražnosti. Obe vojski je združila pod francosko zastavo in pregnala Angleže iz Le Havre-a.

## Karel IX. polnoleten
1563 je  Karel IX. postal formalno polnoleten, a se ni dosti zanimal za politiko. S Katarino sta z dvorom 16 mesecev  potovala po deželi in pri tem v Mâconu obiskala tudi kraljico Jeanne III. Navarrsko. Na španski meji se je Katarina sestala s svojo hčerko kraljico Elizabeto (1565). Srečanju je prisostvoval vojvoda Alba, ki se je kasneje na Nizozemskem kot španski upravitelj s pretirano strogostjo bojeval proti upornim protestantom.
Septembra 1567 so skušali hugenoti z vdorom v grad Montceaux ugrabiti kralja in kraljico, ki pa sta uspela uiti. Dogodek je bil verjetno prelomen v Katarininem odnosu do hugenotov, ki jim odslej ni več mogla zaupati kot odgovornim političnim partnerjem. Hugenoti so se utrdili  v La Rochelle na zahodni obali. Pridružila sta se jim kraljica Jeanne d'Albert in njen 15 letni sin Henrik Burbon-ski.
1570 se je kralj poročil z Elizabeto Avstrijsko, hčerjo Maksimilijana II., cesarja svetega rimskega cesarstva.
1571 je dobil vpliv nad Karlom IX. vodja hugenotov general Coligny, ki je kralju prigovarjal, da bi lahko poenotil interese sprtih strani tako, da bi njuni vojski, združeni pod francosko zastavo, osebno popeljal na Nizozemsko, kjer so se protestanti uprli Špancem.
Katarina je imela drugačen načrt. Uspela je prepričati  Jeanne d'Albert v koristnost poroke med njenim sinom Henrikom Navarrskim in Katarinino najmlajšo hčerko Margareto. Med pripravami na poroko je Jeanne v Parizu zbolela in umrla. 
Poroka je bila 19. avgusta 1572 v cerkvi Notre-Dame. V Parizu se je zbralo mnogo hugenotov iz vse Francije. Ozračje je bilo naelektreno. Ko so se slavnosti končale, je tretji dan po poroki neznanec s strelom z okna ranil admirala Coligny-ja, ko je šel po ulici. Pričakovati je bilo silovit odziv hugenotov. A čez dva dni, v noči na 24. avgust (šentjernejska noč) so množično napadli katoličani. V pokolu, ki je trajal 5 dni, na deželi pa potem še dlje, je padlo na tisoče hugenotov. Da si je rešil življenje, je Henrik Navarrski prestopil v katoliško vero in se nekaj let skrival na francoskem dvoru.
Hugenoti so takoj obdolžili Katarino, da jim je nastavila past. Takšno stališče je bilo politično po godu tudi Guise-ovim katoličanom. Katarine se je tedaj oprijel sloves machiavellistične vladarice.

## Čas vladanja Henrika III.
1574 je umrl tudi Karel IX. in nasledil ga je Katarinin tretji sin Henrik III. ( ki je bil eno leto prej izvoljen za kralja poljsko-litvanske skupnosti, a se je sedaj tej vlogi odpovedal). Henrik je bil formalno polnoleten, a je bil po značaju nestanoviten, pred dolžnostmi se je zatekal k veri. Vse do pred smrti je bil odvisen od dela matere in njenih ministrov. Katarina se je tako znašla v vlogi izvršitelja in pogajalca brez pooblastil.
Katarinin najmlajši sin Franc Hercul, tedaj dedič krone, se je povezal s protestanti, kar je Henrika prisililo, da je v beaulieu-skem ediktu hugenotom popustil kot še nikoli. Nazadnje je Franc deloval na Nizozemskem, tudi tam samovoljno in nepremišljeno, tako da je izgubil vso svojo vojsko. 1584 je v Parizu umrl za malarijo. Ker je bil Henrik III. brez zakonskih otrok, je z njegovo smrtjo postal dedič prestola Burbon Henrik Navarrski (po dedni liniji naslednik svetega kralja Ludvika IX.).
Katarina je imela težave tudi s hčerko Margareto. Ta je dvakrat pribežala z dvora kralja Nevarre, kjer naj bi živela ob svojem možu Henriku, ki se je 1576 vrnil s francoskega dvora in prestopil nazaj v protestantizem. Na svojem posestvu je živela z ljubimcem. Ker se ljubimcu ni hotela odpovedati, ga je Katarina dala obglaviti, Margarete pa ni nikdar več srečala.
Katarina se ni nehala prizadevati za mir. Kljub letom je neumorno potovala in se srečevala s katoliškimi in hugenotskimi voditelji. Ljudje so šele takrat spoznali njeno resnično željo za ohranitev enotnosti dežele in jo začeli ceniti. Ko se je devetinpetdesetletna jeseni 1579 vrnila z 18 mesečne turneje po južni Franciji, so jo množice in parlament z ovacijami pričakali pred Parizom.
Smrt Franca Hercula 1584 je Guise-om spet vzbudila upanje, da bodo po smrti Henrika III. lahko na francoski prestol postavili katoličana. Njihov kandidat je bil kardinal Charles de Bourbon, mlajši brat Antonie-a, očeta Henrika Navarrskega. Henrik Guise-ški, sin Franca, je prevzel vodstvo katoliške Lige.  Zbral je veliko vojsko in sklenil sporazum s Španijo o njenem financiranju. Henriku III. ni preostalo drugega, kot da je pristal na vse zahteve Lige.
Katoličani so tedaj pritisnili na protestante tudi drugod po Evropi. Španija je pripravljala napad na Anglijo. V Angliji so obglavili Marijo Stuart. Liga je zavzela francoska pristanišča ob atlantski obali.
Henrik III. je hotel najeti švicarske enote, da bi varovale Pariz, a Parižani so šli na barikade in objavili, da priznavajo edino vojvodo Guise-škega. Ko se je Katarina povzpela na barikade, da bi jim govorila, je niso hoteli poslušati.
Septembra 1588 je Henrik III. na gradu Blois sklical vlado. Ne da bi se posvetoval s Katarino, je odpustil vse ministre. 23. decembra je na grad poklical Henrika Guise-škega in ga dal usmrtiti, skupaj z njegovim bratom. Potem je o tem obvestil Katarino, ki je na gradu ležala s pljučnico. 5. januarja 1589 je Katarina umrla.
Katarino so pokopali na gradu Blois. Kasneje so jo prenesli v baziliko Saint-Denis. Leta 1793 so revolucionarne množice vrgle njene kosti v skupno grobnico.
Sedem mesecev po Katarinini smrti so Henrika III. zabodli. Henrik Navarrski je še enkrat prestopil v katolicizem in začel dinastijo Burbonov. Politična preračunljivost mu je za ženo namenila Marijo Medičejsko, ki je  nasledila Katarino na prestolu francoske kraljice. 

## Katarinini otroci
1. Franc II., francoski kralj, * 19. januar 1544, + 5. december 1560, poročen z Marijo Stuart, škotsko princeso
2. Elizabeta, * 2. april 1545, + 3. oktober 1568, poročena Filip II., španski kralj
3. Claude, * 12. november 1547, + 21. februar 1575, poročena Karel III., vojvoda Lotarinški
4. Ludvik, * 3. februar 1549, + 24. oktober 1549
5. Karel IX., francoski kralj, * 27. junij 1550, + 30. maj 1574, poročen z Elizabeto Avstrijsko
6. Henrik III., francoski kralj, * 19. september 1551, + 2. avgust 1589, poročen Luizo Lotarinško
7. Margareta, * 14. maj 1553, + 27. marec 1615, poročena s Henrikom Burbonskim, kraljem Navarre
8. Franc Hercul, vojvoda Anžujski, * 18. marec 1555, + 19. junij 1584
9. Victoirie, * 24. junij 1556, + avgust 1556
10. njena mrtvorojena dvojčica Jeanne